# Kiruma
Koordinaten: 58° 28′ N, 22° 22′ O
Kiruma (deutsch Kirroma) ist ein Dorf (estnisch küla) auf der größten estnischen Insel Saaremaa. Es gehört zur Landgemeinde Saaremaa (bis 2017: Landgemeinde Mustjala) im Kreis Saare.
Das Dorf hat zwei Einwohner (Stand 31. Dezember 2011). Es liegt 27 Kilometer nordwestlich der Inselhauptstadt Kuressaare.